# Six Flags Hurricane Harbor
Six Flags Hurricane Harbor je řetězec vodních parků, který je součástí zábavních parků Six Flags. Ačkoliv parky nejsou identické, všechny obsahují pestrou nabídku skluzavek, tobogánů, rour, bazénů, vířivek, umělého vlnobití, líných řek a dalších vodních atrakcí. Nechybí ani nákupní možnosti.

## Umístění
- Arlington, Texas (naproti parku Six Flags Over Texas)
- Eureka, Missouri (součást Six Flags St. Louis)
- Jackson, New Jersey (nedaleko Six Flags Great Adventure)
- Valencia, Kalifornie (součást Six Flags Magic Mountain)
- Agawam, Massachusetts (součást Six Flags New England)
- Gurnee, Illinois (součást Six Flags Great America)
- Largo, Maryland (součást Six Flags America)